# Wygoda (stacja kolejowa na Ukrainie)
Wygoda (ukr. Вигода; ros. Выгода) – stacja kolejowa w miejscowości Wygoda, w rejonie kałuskim, w obwodzie iwanofrankiwskim, na Ukrainie.
Stacja powstała w czasach Austro-Węgier na odgałęzieniu linii Kolei Arcyksięcia Albrechta (później części Galicyjskiej Kolei Transwersalnej).
Od stacji odchodzą bocznice do tartaku i zakładu przetwórstwa gazu ziemnego.
Ruch osobowy od strony Doliny jest obecnie zawieszony. Przewóz osób prowadzony jest wyłącznie na linii wąskotorowej.

## Kolej leśna w Wygodzie
Ze stacji odchodzi wąskotorowa kolej leśna o prześwicie 760 mm z XIX lub początków XX w., będąca jedną z nielicznych, z niegdyś wielu, karpackich kolejek leśnych, która obecnie służy głównie do zwózki drzewa, zgodnie ze swoim pierwotnym przeznaczeniem. Biegnie ona w głąb lasu i okolicznych gór. Główny tor liczy ok. 25 km. Na jego końcu następuje rozwidlenie szlaku. Całość linii będąca współcześnie w eksploatacji liczy ok. 30 km. Część szlaków została rozebrana lub zniszczona. Właścicielem linii jest leśnictwo.
W ostatnich latach na linii uruchomiane są też osobowe przewozy turystyczne. Skład turystyczny dociera do mijanki położonej na 13 km.